# Округ Саливан (Индијана)
Округ Саливан (енгл. Sullivan County) је округ у америчкој савезној држави Индијана.

## Демографија
По попису из 2010. године број становника је 21.475, што је 276 (-1,3%) становника мање 2000. године.
| Група             | 2000.          | 2010.          |
| Белци             | 20.380 (93,7%) | 19.930 (92,8%) |
| Афроамериканци    | 928 (4,3%)     | 961 (4,5%)     |
| Азијати           | 29 (0,1%)      | 40 (0,2%)      |
| Хиспаноамериканци | 179 (0,8%)     | 294 (1,4%)     |
| Укупно            | 21.751         | 21.475         |